# Торка
Торка (словен. Torka) — поселення в общині Железнікі, Горенський регіон, Словенія. Висота над рівнем моря: 1160,3 м.